# Наси-керабу
На́си-кера́бу (малайск. nasi kerabu, буквально — «рис с салатом») — блюдо малайзийской кухни. Представляет собой порцию варёного риса, окрашенного в ярко-голубой цвет с помощью цветков клитории тройчатой, подаваемую с овощным салатом и самыми различными добавками — мясом, рыбой, курятиной, яйцами, крупуком.
Кулинарный специалитет малайзийских штатов Келантан и Тренгану. Широко известен и в других регионах Западной Малайзии, а также в граничащих с ней районах Таиланда. Является популярным блюдом как домашней, так и уличной кухни.

## Происхождение и распространение

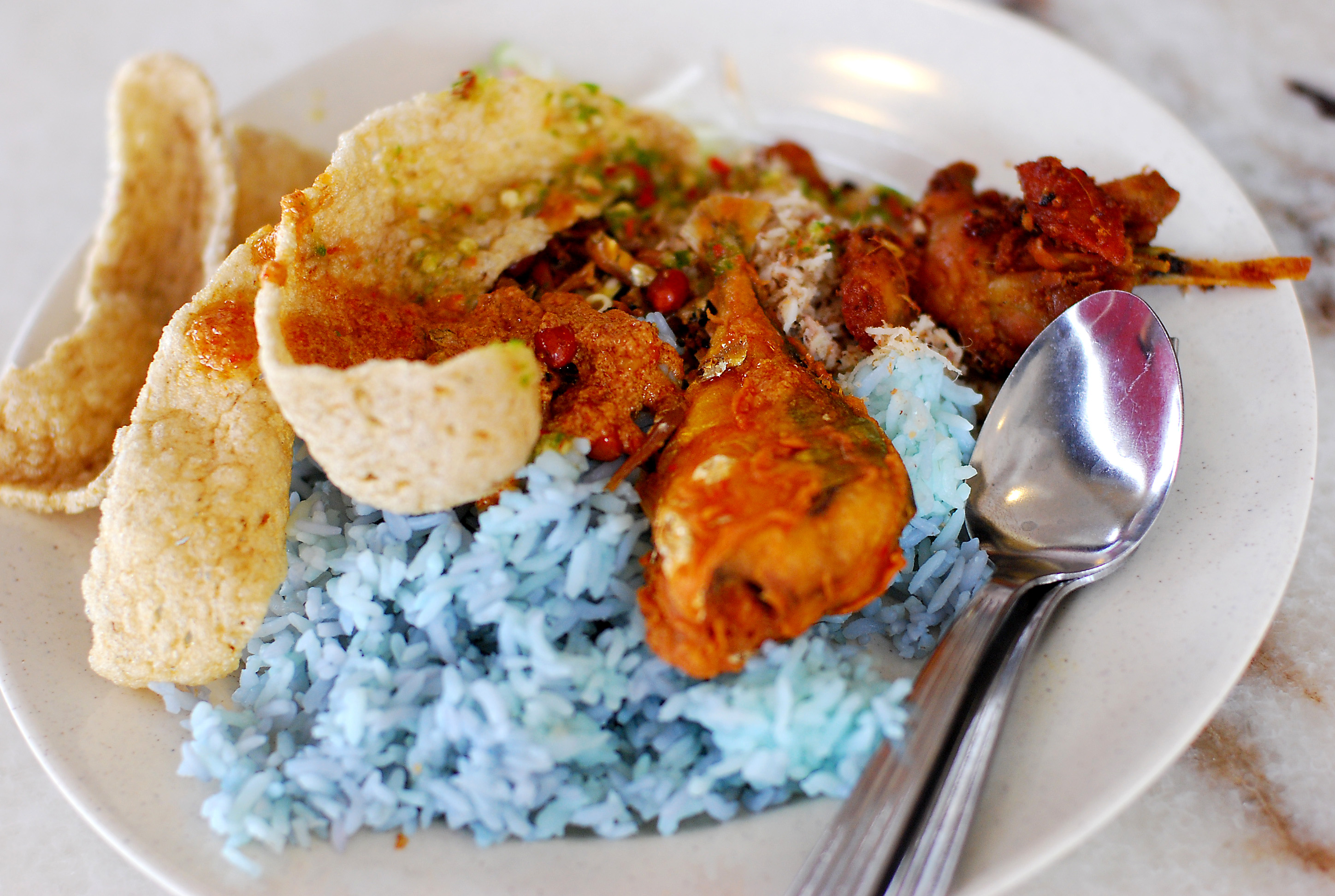
Наси-керабу с жареной рыбой и крупуком

Варёный рис с древности является ключевым источником углеводов в рационе населения Малакки и Малайского архипелага и служит важнейшей составляющей многих блюд местной кухни. Чаще всего порцию риса, сваренного в воде, кокосовом молоке или их смеси, подают с каким-то гарниром, состоящим из одного или нескольких ингредиентов. Соответственно, в названиях таких кушаний обычно присутствует слово «на́си» (малайск. nasi) — «рис», а также какое-то определение или дополнение, сообразное особенностям приготовления риса или же его гарниру. Одним из подобных блюд и является наси-керабу, наименование которого буквально означает «рис с салатом». Под названием «кера́бу» в малайзийской кухне фигурирует один из традиционных видов салатов из овощей и зелени.

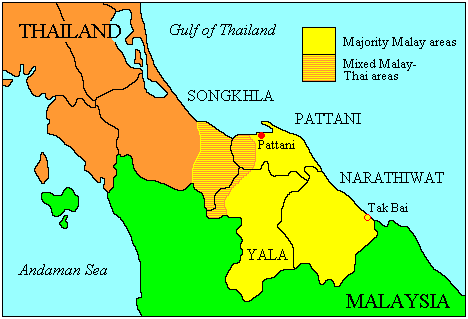
Южные провинции Таиланда: территории с малайским населением выделены жёлтым

По своему составу наси-керабу достаточно сходен с рядом других национальных малайзийских блюд, в частности с наси-улам, в котором порция риса также дополняется овощным салатом и ещё какими-то гарнирами, и даже нередко рассматривается как разновидность последнего. Однако принципиальной особенностью наси-керабу является ярко-голубой цвет риса, достигаемый за счёт применения натурального пищевого красителя — цветков клитории тройчатой (Clitoria ternatea), которая повсеместно произрастает в этой части Юго-Восточной Азии.
Наси-керабу является традиционным блюдом северо-восточного побережья Западной Малайзии, прежде всего, штатов Келантан и Тренгану, откуда оно к началу XXI века распространилось и в другие регионы страны, а также в соседний Сингапур. Весьма популярно это кушанье и в сопредельных районах южного Таиланда, населённых преимущественно малайцами, в среде которых имеют место сепаратистские настроения. В силу последнего обстоятельства наси-керабу часто воспринимается в этой местности не только как важнейший кулинарный специалитет, но и как один из неформальных символов этнической идентичности, связи с Малайзией. Этот момент отражён, в частности, в книге малайзийского журналиста, публициста и режиссёра-документалиста Зана Азли «Операция „Наси-керабу“: исламистское повстанческое движение в Паттани» (англ. Operation Nasi Kerabu: Finding Patani in an Islamic Insurgency). Среди тайскоязычного населения Южного Таиланда наси-керабу известен под названием «кха́о-ям» (тайск. ข้าวยำ).

## Приготовление и разновидности

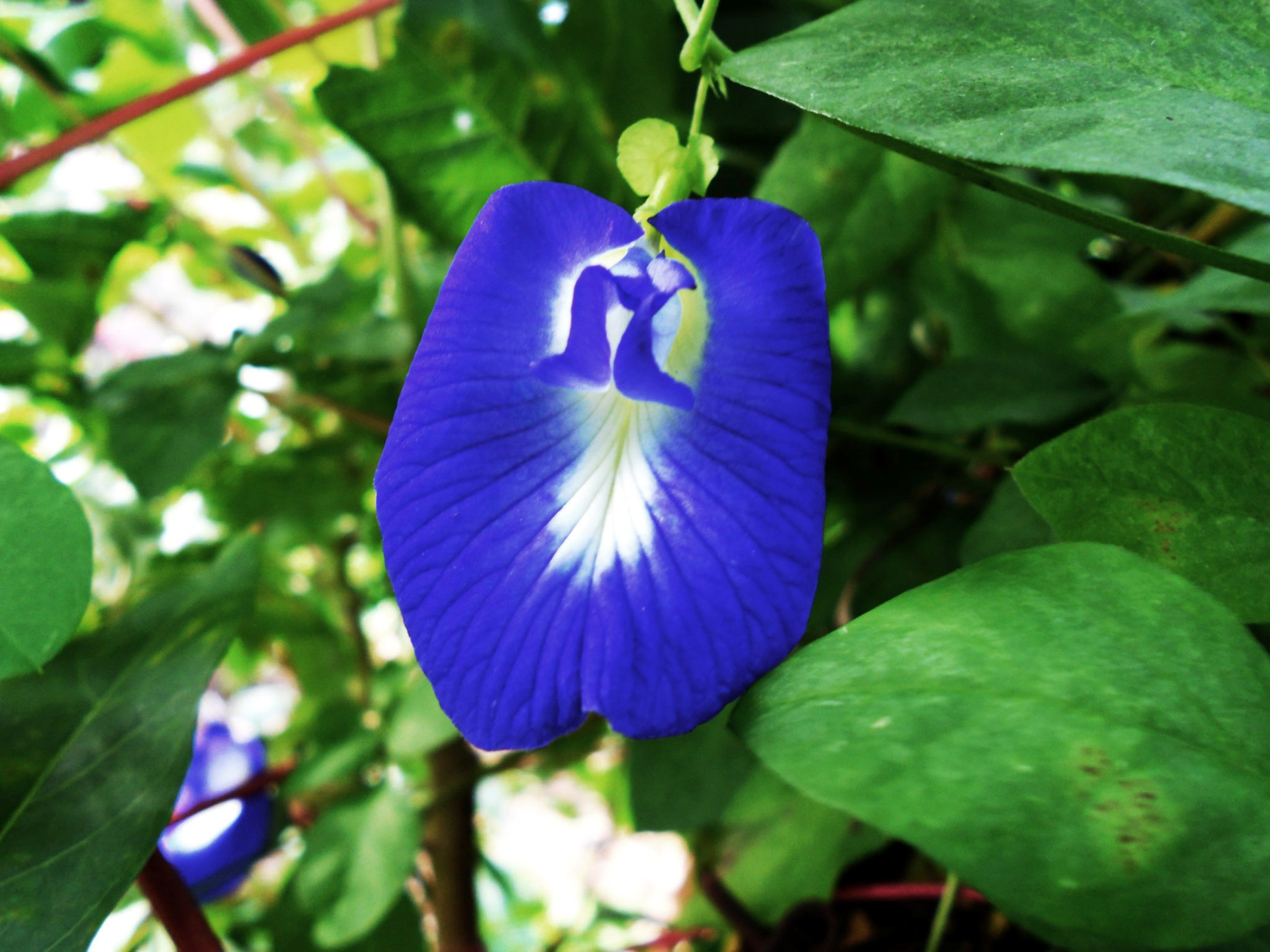
Цветок клитории тройчатой крупным планом

Наси-керабу состоит из нескольких компонентов: варёного риса, овощного салата и, как минимум, еще одного, а чаще — нескольких дополнений. И если окрашенный рис является обязательной частью этого блюда, то салат и, в ещё большей степени, дополнительные ингредиенты могут варьироваться весьма широко, что в итоге создаёт огромное множество разновидностей наси-керабу.
В воде, предназначенной для варки риса, в течение нескольких минут вымачиваются несколько цветков клитории тройчатой — свежих либо засушенных, в результате чего она приобретает весьма интенсивный синий цвет с оттенком индиго. Помимо этого, в воду добавляют определённый набор специй, в который обычно входят мелко нашинкованные стебли челнобородника лимонного, листья каффир-лайма и пандана, нередко — сизигиум многоцветковый, имбирь, а также пальмовый сахар. Иногда к воде примешивают кокосовое молоко.
После варки рис приобретает весьма интенсивный голубой цвет, оттенки которого могут зависеть не только от количества использованных для окраски цветков клитории тройчатой, но и от специй, которыми заправлялась вода. С помощью чашки или небольшой миски варёный рис трамбуют в плотные округлые горки, каждая из которых становится основой для порции наси-крабу.

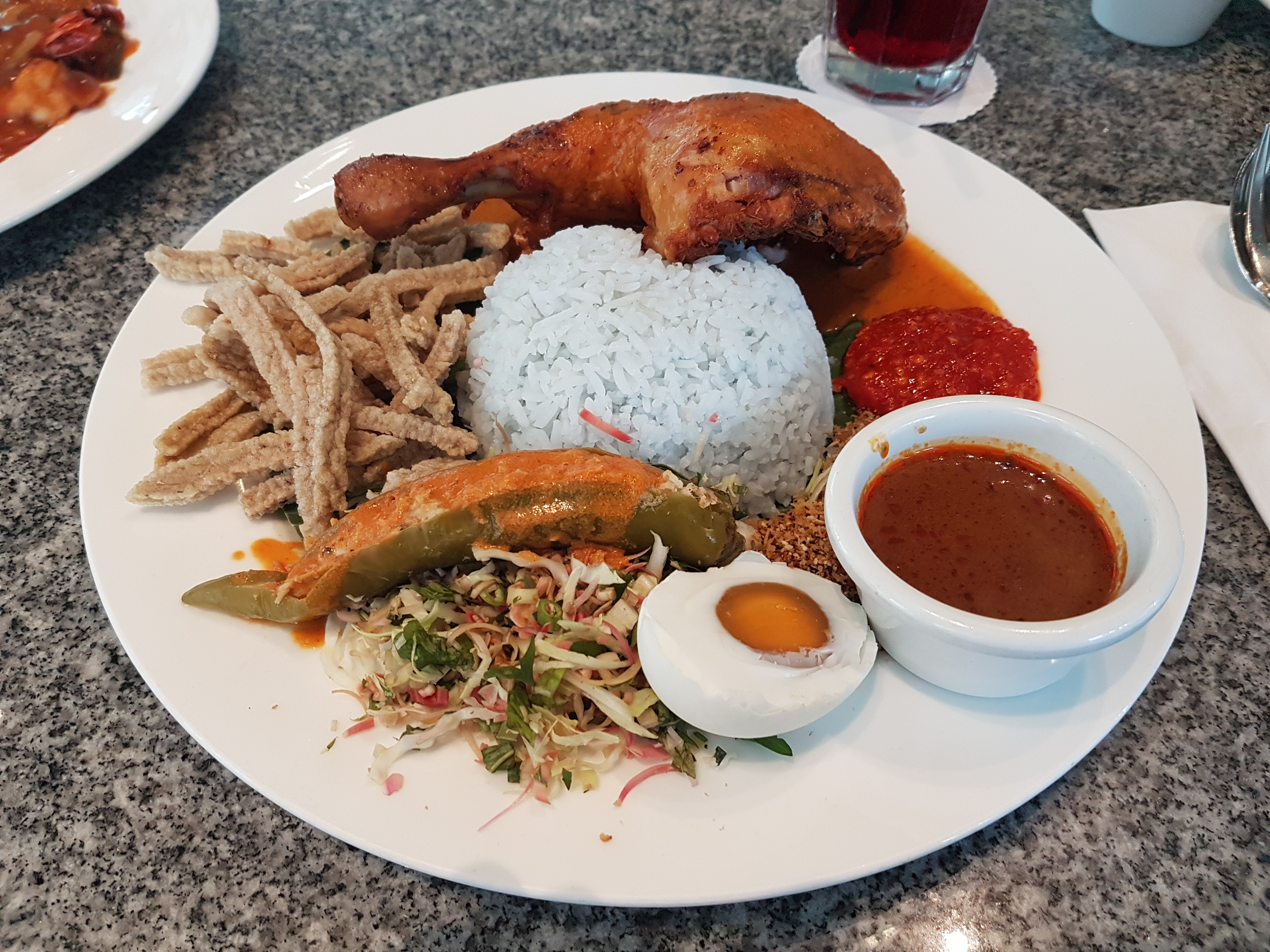
Наси-керабу с куриной ножкой,,, крупуком и самбалом

Керабу — овощной салат, входящий в состав кушанья, обычно представляет собой смесь не более чем из трёх-четырёх ингредиентов: сырых, мочёных и, реже, варёных. Чаще всего для его приготовления используют огурцы, латук, вигну, стручковую фасоль, водный шпинат, бок-чой, репчатый или зелёный лук, капусту, паприку, перец чили, горец малый, ростки бамбука или пророщенный маш. Порция овощной смеси, добавляемая в блюдо, обычно по объёму не превышает половины объёма порции риса.
Помимо овощной смеси в наси-керабу практически всегда добавляют какой-то продукт животного происхождения: курятину, рыбу, морепродукты или мясо. Эта часть блюда может быть приготовлена различными способами: чаще всего её жарят или тушат с использованием каких-то соусов. Кроме того, рыба нередко используется в солёном виде.
Наряду с этими продуктами либо вместо них в качестве добавки к рису в этом блюде весьма часто используют такие специалитеты малайзийской кухни, как солок-лада — жареный стручковый перец, фаршированный тёртой мякотью молодого кокоса, и телур-масин — утиное или, значительно реже, куриное яйцо, выдержанное в особом рассоле со специями. Обычно на порцию наси-керабу идут один-два фаршированных перца и половинка солёного яйца: последнюю, имеющая слегка студенистую консистенцию, чаще всего кладут на тарелку прямо в скорлупе. Кроме того, рис и другие составляющие блюда нередко посыпают еще одним популярным малайзийским лакомством — крупуком.

## Подача и употребление

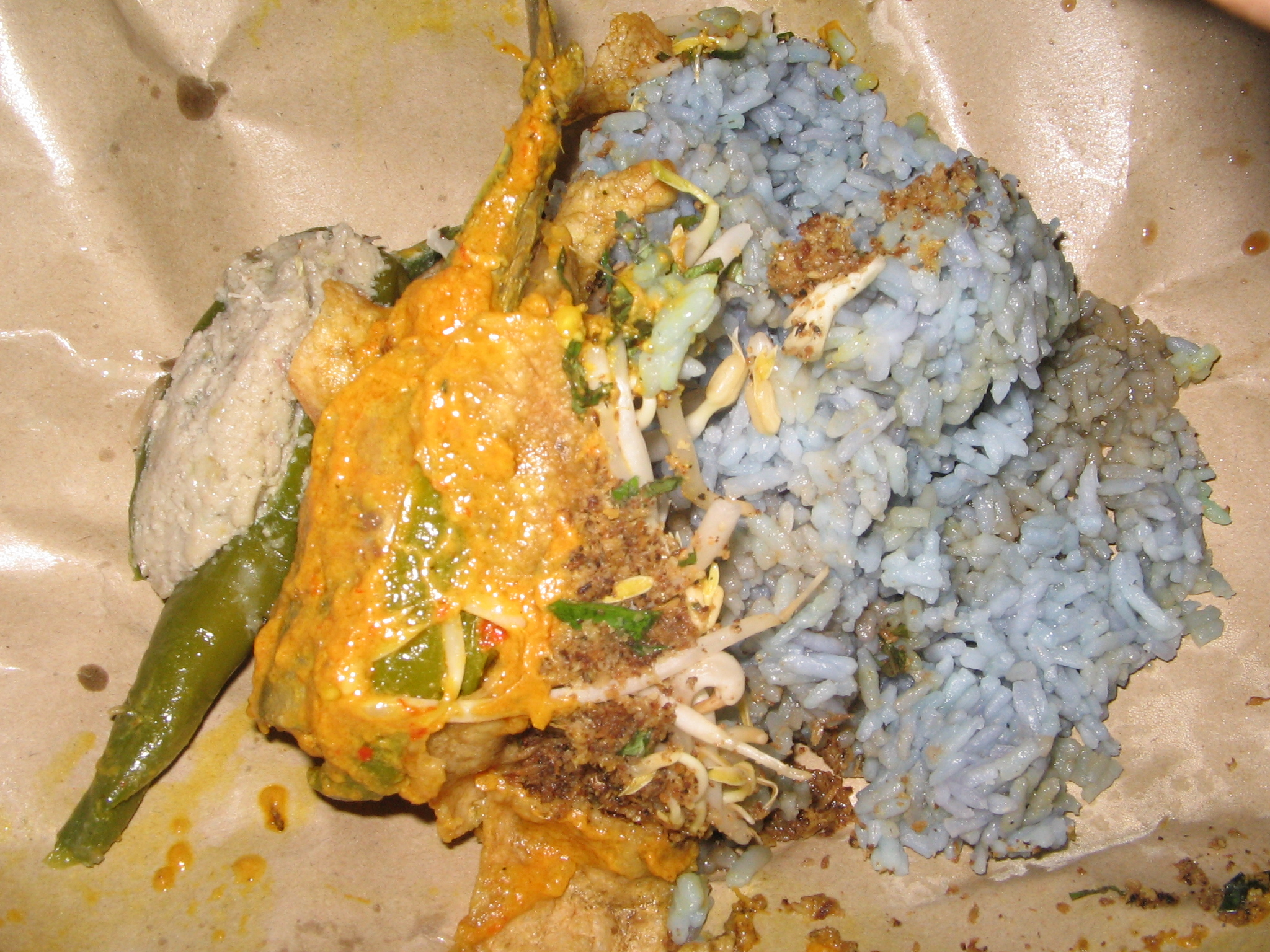
Фаст-фудная порция наси-керабу в бумаге

Все составляющие наси-керабу выкладывают на одну плоскую тарелку. Горка риса обычно является центральной частью «композиции», но может находиться и на краю тарелки. Салат и другие добавки выкладывают рядом с рисом либо — полностью или частично — поверх него. К этому блюду, как и ко многим другим традиционным малайзиским кушаньям, часто подают самбал. Иногда — в частности, при праздничной или ресторанной подаче — блюдо наси-керабу декорируют свежими цветками клитории тройчатой.
Наси-керабу является основным блюдом, которое принято подавать в горячем виде либо, реже, при комнатной температуре. В Западной Малайзии это кушанье весьма популярно как в домашней, так и в уличной кухне: его готовят как в ресторанах современного типа, так и в многочисленных традиционных харчевнях. На рынках или лотках уличных разносчиков можно приобрести фаст-фудную, «портативную» версию этого блюда, которую можно есть на ходу или взять с собой в качестве съестного припаса: небольшую порцию голубого риса с обычно довольно скромным гарниром заворачивают в бумагу или газету.